# 権兵衛狸
『権兵衛狸』（ごんべえだぬき）は古典落語の演目。上方落語では『とんとん権兵衛』。もとは江戸落語であったが、後に上方落語に移入された。
一人暮らしの髪結床（理髪師）が、いたずらで訪れた狸を捕らえて、殺さずに頭の毛だけを剃って山に返してやると、翌日再び狸がやってくるという内容。
原話は、正徳2年（1712年）に出版された笑話本『笑眉』（えみのまゆ）第5巻の一編「僕が作意は御無心の種」（ただしこの話では狸ではなく狐という設定）。武藤禎夫は「僕が作意は御無心の種」を初出としながら、宝暦3年（1753年）の『軽口福徳利』第2巻の「狐の返報」が「そのまま原話と見られよう」としている。

## あらすじ
とある田舎で髪結床を営む権兵衛は、夜になると誰かが自分の名前を読んで雨戸と叩くようになる。それに応じて雨戸を開けても誰もおらず、やがて権兵衛は、おそらくこれは狸の仕業だと考える。狸は頭突きをしながら戸を叩くという伝承を踏まえ、いつもの時間になって、自分の名前を呼ぶ声が聞こえると戸を叩くタイミングに合わせてガラっと戸を開ける。すると頭突きの目標を失った狸が転がり込んでくる。
権兵衛は狸を捕まえると狸汁にしてやると脅しつつも、頭を綺麗に剃り上げるだけで許してやる。そして次に同じことをやったら今度こそ狸汁にしてやると言って逃がす。
数日後の夜。誰かが権兵衛を名を呼んで雨戸を叩く。あれだけ脅してやったのに懲りないのかと権兵衛が怒りながら戸を開くと、例の狸が待っていて言う。
「今度は髭を剃って欲しい」

## バリエーション
主人公の権兵衛は髪結床としては演じられないものもある。
狸を殺さない理由を「父親の命日」とする演じ方がある。これは原話の「僕が作意は御無心の種」に類似の内容（忌の日なれば助くる）がある。